# Vézelay
Vézelay ist eine französische Gemeinde mit 464 Einwohnern (Stand 1. Januar 2022) im Département Yonne in der Region Bourgogne-Franche-Comté. Vézelay ist ein weit über Frankreich hinaus bekannter Wallfahrtsort und einer der Ausgangspunkte des Jakobswegs (Via Lemovicensis); der Ort ist als eines der schönsten Dörfer Frankreichs (Plus beaux villages de France) klassifiziert. Der Stadthügel mit der Abteikirche von Vézelay zählt seit 1979 zum UNESCO-Weltkulturerbe.
Die Bewohner werden Vézeliens und Vézeliennes genannt.

## Lage und Klima
Der bekannte Wallfahrtsort liegt auf einem Hügel im nordwestlichen Zipfel des Morvan am Fluss Cure in einer Höhe von ca. 180 bis 250 m. Das Gemeindegebiet ist Teil des Regionalen Naturparks Morvan. Die Départementshauptstadt Auxerre befindet sich knapp 51 km nordwestlich; die Kleinstadt Avallon liegt ca. 16 km (Fahrtstrecke) östlich. Das Klima ist gemäßigt bis warm; Regen (ca. 925 mm/Jahr) fällt übers Jahr verteilt.
Umgeben wird Vézelay von den acht Nachbargemeinden:
| Asnières-sous-Bois Montillot | Asquins                                     |                    |
| Chamoux                      | Kompassrose, die auf Nachbargemeinden zeigt | Saint-Père         |
| La Maison-Dieu               | Fontenay-près-Vézelay                       | Foissy-lès-Vézelay |

## Bevölkerungsentwicklung
| Vézelay: Einwohnerzahlen von 1793 bis 2016                                                                                 | Vézelay: Einwohnerzahlen von 1793 bis 2016 | Vézelay: Einwohnerzahlen von 1793 bis 2016 | Vézelay: Einwohnerzahlen von 1793 bis 2016 | Vézelay: Einwohnerzahlen von 1793 bis 2016 |
| --- | ------------------------------------------ | ------------------------------------------ | ------------------------------------------ | ------------------------------------------ |
| Jahr |                                            |                                            |                                            | Einwohner                                  |
| 1793 | 1793                                       |                                            | 1.300                                      | 1.300                                      |
| 1800 | 1800                                       |                                            | 1.406                                      | 1.406                                      |
| 1806 | 1806                                       |                                            | 1.285                                      | 1.285                                      |
| 1821 | 1821                                       |                                            | 1.245                                      | 1.245                                      |
| 1831 | 1831                                       |                                            | 1.161                                      | 1.161                                      |
| 1836 | 1836                                       |                                            | 1.169                                      | 1.169                                      |
| 1841 | 1841                                       |                                            | 1.193                                      | 1.193                                      |
| 1846 | 1846                                       |                                            | 1.243                                      | 1.243                                      |
| 1851 | 1851                                       |                                            | 1.308                                      | 1.308                                      |
| 1856 | 1856                                       |                                            | 1.158                                      | 1.158                                      |
| 1861 | 1861                                       |                                            | 1.162                                      | 1.162                                      |
| 1866 | 1866                                       |                                            | 1.148                                      | 1.148                                      |
| 1872 | 1872                                       |                                            | 1.053                                      | 1.053                                      |
| 1876 | 1876                                       |                                            | 1.010                                      | 1.010                                      |
| 1881 | 1881                                       |                                            | 969                                        | 969                                        |
| 1886 | 1886                                       |                                            | 901                                        | 901                                        |
| 1891 | 1891                                       |                                            | 937                                        | 937                                        |
| 1896 | 1896                                       |                                            | 863                                        | 863                                        |
| 1901 | 1901                                       |                                            | 798                                        | 798                                        |
| 1906 | 1906                                       |                                            | 799                                        | 799                                        |
| 1911 | 1911                                       |                                            | 753                                        | 753                                        |
| 1921 | 1921                                       |                                            | 684                                        | 684                                        |
| 1926 | 1926                                       |                                            | 633                                        | 633                                        |
| 1931 | 1931                                       |                                            | 585                                        | 585                                        |
| 1936 | 1936                                       |                                            | 639                                        | 639                                        |
| 1946 | 1946                                       |                                            | 532                                        | 532                                        |
| 1954 | 1954                                       |                                            | 562                                        | 562                                        |
| 1962 | 1962                                       |                                            | 541                                        | 541                                        |
| 1968 | 1968                                       |                                            | 513                                        | 513                                        |
| 1975 | 1975                                       |                                            | 541                                        | 541                                        |
| 1982 | 1982                                       |                                            | 582                                        | 582                                        |
| 1990 | 1990                                       |                                            | 571                                        | 571                                        |
| 1999 | 1999                                       |                                            | 492                                        | 492                                        |
| 2006 | 2006                                       |                                            | 473                                        | 473                                        |
| 2011 | 2011                                       |                                            | 433                                        | 433                                        |
| 2016 | 2016                                       |                                            | 433                                        | 433                                        |
| Quelle(n): EHESS/Cassini bis 1999, INSEE ab 2006 Anmerkung(en): Ab 1962 offizielle Zahlen ohne Einwohner mit Zweitwohnsitz |                                            |                                            |                                            |                                            |

Der Bevölkerungsrückgang seit der Mitte des 19. Jahrhunderts ist in der Hauptsache auf den Verlust an Arbeitsplätzen infolge der Mechanisierung der Landwirtschaft und der Aufgabe bäuerlicher Kleinbetriebe zurückzuführen.

## Wirtschaft
Jahrhundertelang lebten die Bewohner des Ortes als Selbstversorger von den Erträgen ihrer Felder und Gärten. Märkte und Lebensmittelgeschäfte gab es nicht; einige Frauen betrieben in geringem Umfang Straßenhandel. Im Mittelalter spülte der Pilgertourismus Einnahmen in die Kassen des Ortes.

## Geschichte
Die über tausendjährige Geschichte des Ortes begann im Jahr 858/859 mit der Gründung einer Benediktinerabtei durch Gerhard (Girard) II., Graf von Vienne, in einer Tallage unterhalb des heutigen Ortes (heute Saint-Père sous Vézelay). Das Kloster, zu Anfang ein Frauenkloster, wurde gemäß der Gründungsurkunde zu Ehren Christi und der Jungfrau Maria errichtet, als Schutzheilige kamen bereits in früher Zeit auch die Apostel Petrus und Paulus hinzu. Ausgestattet mit königlichen und päpstlichen Privilegien und von Papst Nikolaus I. mit Reliquien der Heiligen Pontianus und Andeolus beschenkt, wurde es in den folgenden Jahren in ein Männerkloster umgewandelt. Unter der Leitung des aus Autun gekommenen Abtes Odo (Eudes) umwehrte man es mit einer Mauer und verlegte es schließlich nach einer Plünderung durch die Normannen (887) zur besseren Verteidigung auf die benachbarte Anhöhe, den heutigen Standort. Die schon durch Graf Landry von Nevers eingeleitete Eingliederung in den Reformverband von Cluny (ordo cluniacensis) wurde im Jahr 1058 durch Papst Stephan IX. bestätigt. Vézelay war hierdurch Cluny unterstellt, behielt jedoch seinen Status als Abtei. Erst Abt Wilhelm von Mello (gewählt 1161) stellte die volle Selbständigkeit gegenüber Cluny wieder her. 
Zu einem bedeutenden Wallfahrtsort und Ausgangspunkt einer der Routen des Jakobsweges nach Santiago de Compostela wurde Vézelay durch seine Schutzheilige Maria Magdalena. Reliquien der Heiligen befanden sich wahrscheinlich schon seit dem späten 9. Jahrhundert in Vézelay. Die von Cluny ausgehende Förderung ihres Kultes führte dazu, dass Vézelay unter Abt Gottfried (Geoffroi, 1037–1051) die Heilige unter seine Schutzheiligen aufnahm, in dieser Form erstmals durch ein Privileg Papst Leos IX. belegt (Epist. 36, PL 143,642). Während dieser Zeit entstand eine erste Fassung der Mirakelsammlung über die wundertätige Wirkung der Reliquien der Heiligen, und wenig später auch und die neben konkurrierenden Angaben offizielle lokale Tradition über die Translatio dieser Reliquien nach Vézelay: demnach war Maria Magdalena gemeinsam mit anderen Heiligen vor der Verfolgung der Juden aus Judäa geflohen und nach ihrem Tod zunächst in Südfrankreich, in Marseille oder nach verbreiteterer Version in Aix-en-Provence, bestattet, ihre Gebeine aber zur Zeit von Abt Odo nach Vézelay überführt worden. 
Im 12. Jahrhundert war Vézelay das unangefochtene Zentrum des Magdalenenkultes. Dieser Entwicklung verdankte es nicht nur einen seither nicht wieder erreichten wirtschaftlichen Aufschwung, sondern auch seine zeitweise Präsenz im politischen Geschehen Europas. Hier rief Bernhard von Clairvaux 1146 zum zweiten Kreuzzug auf, hier trafen sich 1190 zu Beginn des dritten Kreuzzuges der französische König Philipp II. und Richard Löwenherz zum Aufbruch ins Heilige Land, 1166 sprach hier Thomas Becket, als Erzbischof von Canterbury ins Exil vertrieben, den Bannfluch über seinen König Heinrich II. aus. 
Vézelay büßte diese Stellung jedoch im 13. Jahrhundert wieder ein, als Karl (II.) von Anjou, zu dieser Zeit noch Graf der Provence und in Abwesenheit seines Vaters Regent des Königreichs Neapel, 1279/80 aufwendige Untersuchungen zur Tradition der Magdalenenreliquien anstellen ließ und hierbei in einem Sarkophag in einer Kapelle der provenzalischen Abtei Saint-Maximin angeblich die echten, in ihrer Echtheit durch eine beiliegende, aber heute nicht mehr erhaltene Urkunde verbürgten Gebeine der Heiligen entdeckt wurden. Die Entdeckung führte zu einer heftigen Kontroverse zwischen beiden Abteien, die 1295 durch Papst Bonifaz VIII. zugunsten von Saint-Maximin entschieden wurde.  
Die Äbte von Vézelay hatten die Rechte und damit verbundenen Einkünfte der Abtei schon im 11. Jahrhundert gegen die Bischöfe von Autun und besonders gegen die Grafen von Nevers verteidigen müssen, von denen die Letzteren die Schutzrechte über die Abtei beanspruchten und sich zeitweise mittels einer Vogtei deren weltliche Jurisdiktion zu sichern vermochten. Als es 1104 zu einem Aufstand der Bürger von Vézelay kam, weil ihnen die Abtei die Verpflichtung zur kostenlosen Beherbergung der Pilger auferlegt hatte, stellten sich die Grafen auf die Seite der Bürgerschaft und leisteten ihr in den folgenden Jahrzehnten immer wieder Waffenhilfe, wogegen die Abtei ihrerseits den Schutz des französischen Königs einforderte. Im Konflikt mit der Abtei gründeten die Bürger eine Kommune mit gewählten Konsuln (1152), die jedoch 1155 durch den König wieder aufgehoben wurde, und erlangten nach 1166 verbriefte Freiheitsrechte (Libertas Vizeliacensis), die auch zum Vorbild für Avallon und andere Orte der Umgebung wurden. Die königliche Gewalt machte sich die Situation ihrerseits zunutze, um ihre Oberherrschaft auf Kosten der Abtei und ihrer Gegner auszubauen, zwang Ludwig II. von Nevers zum förmlichen Verzicht auf seine Schutzrechte und machte Vézelay nach 1360 auch zum Sitz der Fiskalverwaltung für alle der königlichen Hoheit unterstehenden Territorien im Gebiet der Diözese von Autun.

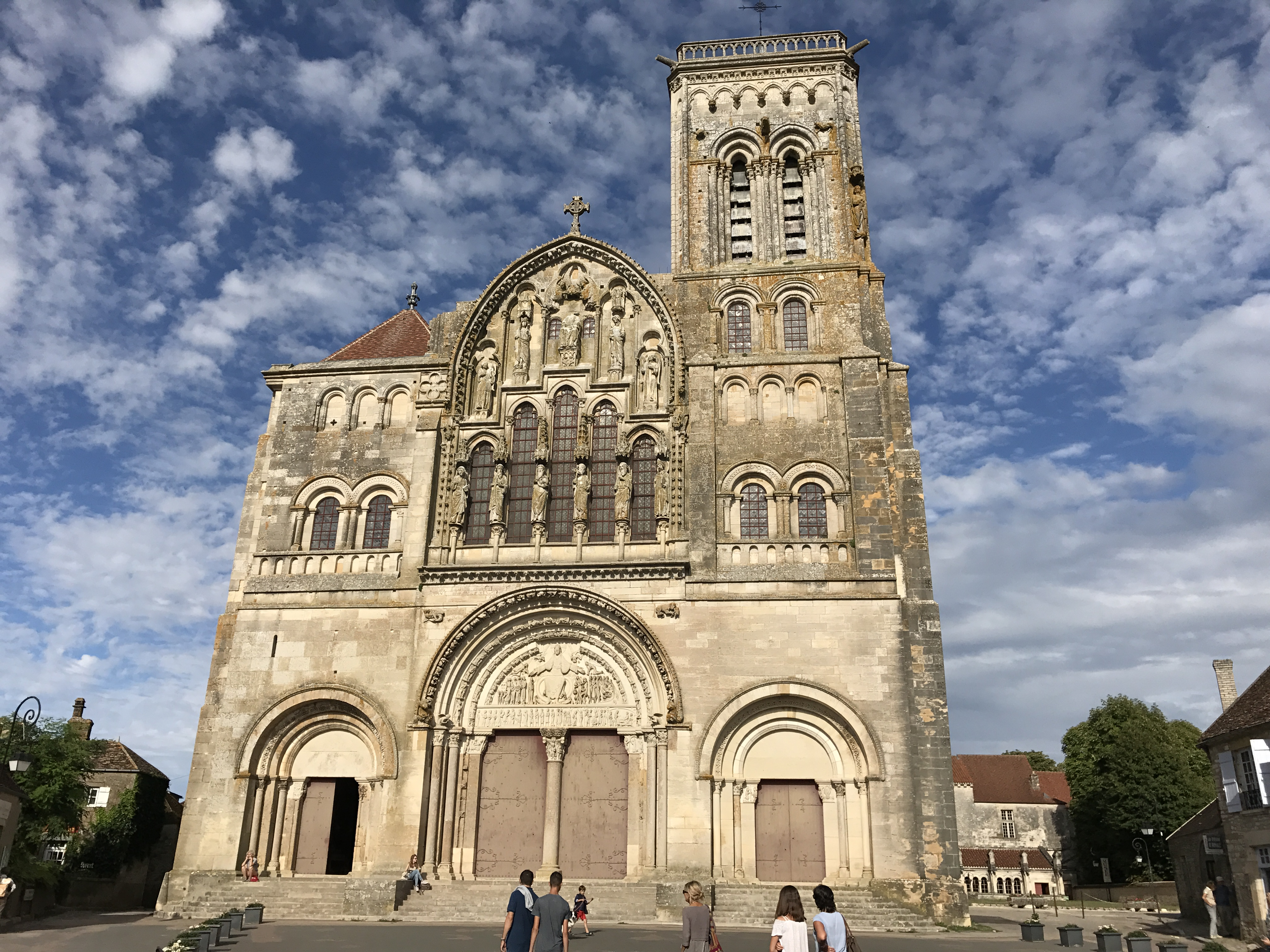
Fassade der Basilika Sainte-Marie-Madeleine

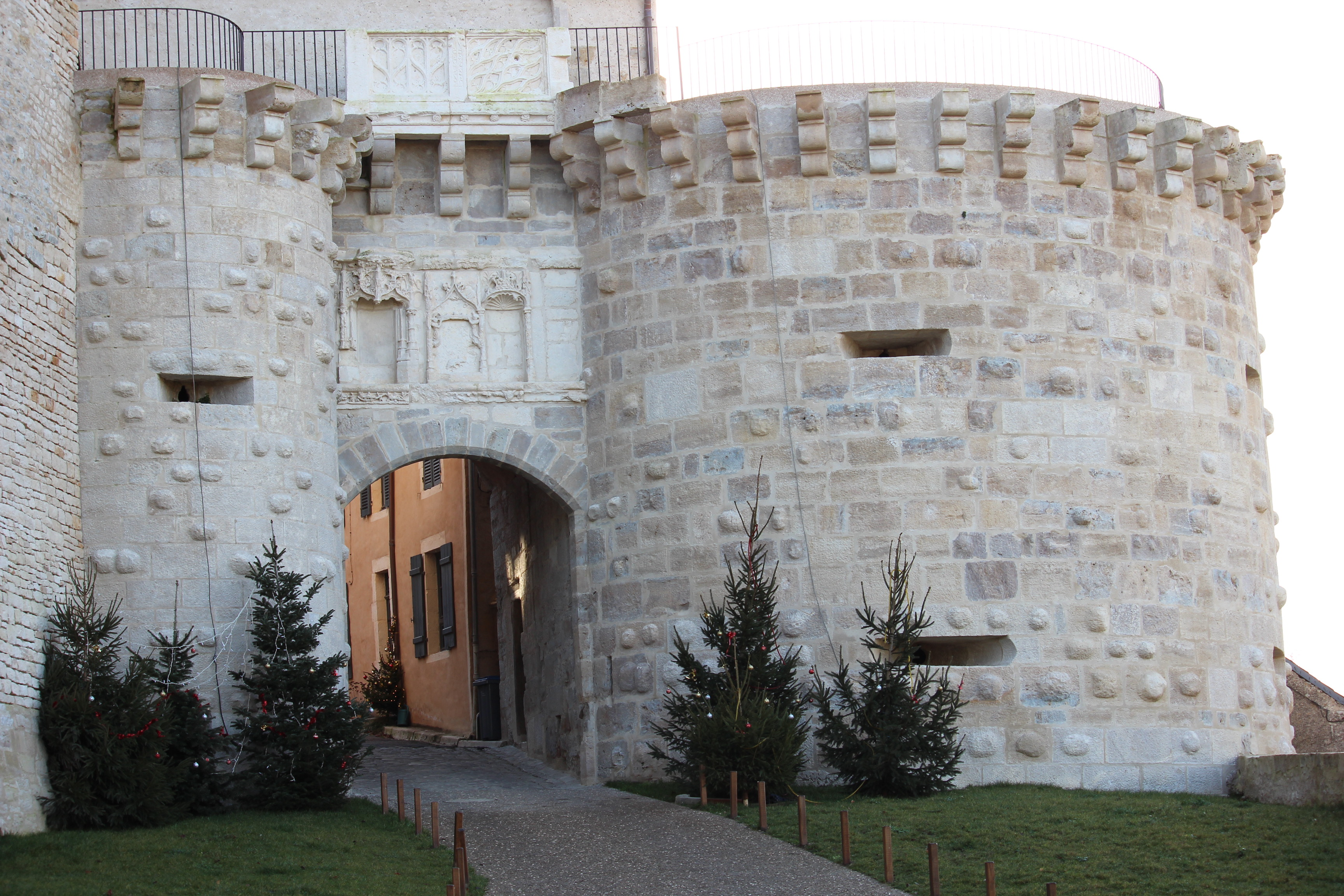
Die Porte Neuve aus dem 14. Jh. ist Teil des Verteidigungswalls um Vézelay

Im Jahr 1569 gingen im Zuge der protestantischen Bilderstürme die Magdalenenreliquien verloren. Während der Französischen Revolution wurde zudem der gesamte Figurenschmuck an der Fassade der Basilika zerstört. Erst in den Jahren 1870/76 wurde die Bedeutung für den Magdalenenkult noch einmal wiederbelebt: Neue Reliquien der Heiligen wurden eingesetzt, und seitdem strömen die Pilger wieder nach Vézelay. Das Kloster ist heute Sitz eines gemischten Ordens, der Fraternité de Jérusalem.
Die ab 1840 unter der Leitung von Eugène Viollet-le-Duc erfolgte Restaurierung der baufällig gewordenen und im frühen 19. Jahrhundert vom Abbruch bedrohten Abtei leitete eine ganze Reihe von weiteren Restaurierungen historischer Kirchen, Schlösser und Befestigungsanlagen ein und bedeutet damit den Anfang der heutigen Denkmalpflege.

## Sehenswürdigkeiten
- Sainte-Marie-Madeleine: im 12. Jahrhundert erbaute romanische (Schiff) und frühgotische Basilika, seit 1979 UNESCO-Welterbe
- Die Porte Neuve, ein gut erhaltenes Stadttor mit massivem Turm aus dem Spätmittelalter, diente 1966 als Kulisse bei der erfolgreichen französischen Filmkomödie La grande vadrouille („Die große Sause“).
- Die Chapelle la Cordelle, früher Chapelle Sainte-Croix genannt, wurde kurz nach seiner Kreuzzugspredigt im Jahre 1146 von Bernhard von Clairvaux errichtet. Die Kapelle befindet sich am Fuße des Hügels, auf dem Vézelay liegt und zwar in Richtung Asquins. Ab 1217 ließen sich Franziskaner (in Frankreich Cordeliers genannt) in Vézelay nieder. Diese erhielten die Chapelle Sainte-Croix und erweiterten sie zum Kloster La Cordelle. Im Zuge der Umwandlung des Kirchenguts in Nationalgüter während der Französischen Revolution endete 1791 der Anspruch der Franziskaner auf La Cordelle. Das Anwesen wurde teilweise zerstört und dann vom Staat verkauft. Über ein Jahrhundert war es in Privatbesitz. Seit 1949 gehört die Chapelle la Cordelle wieder den Franziskanern.

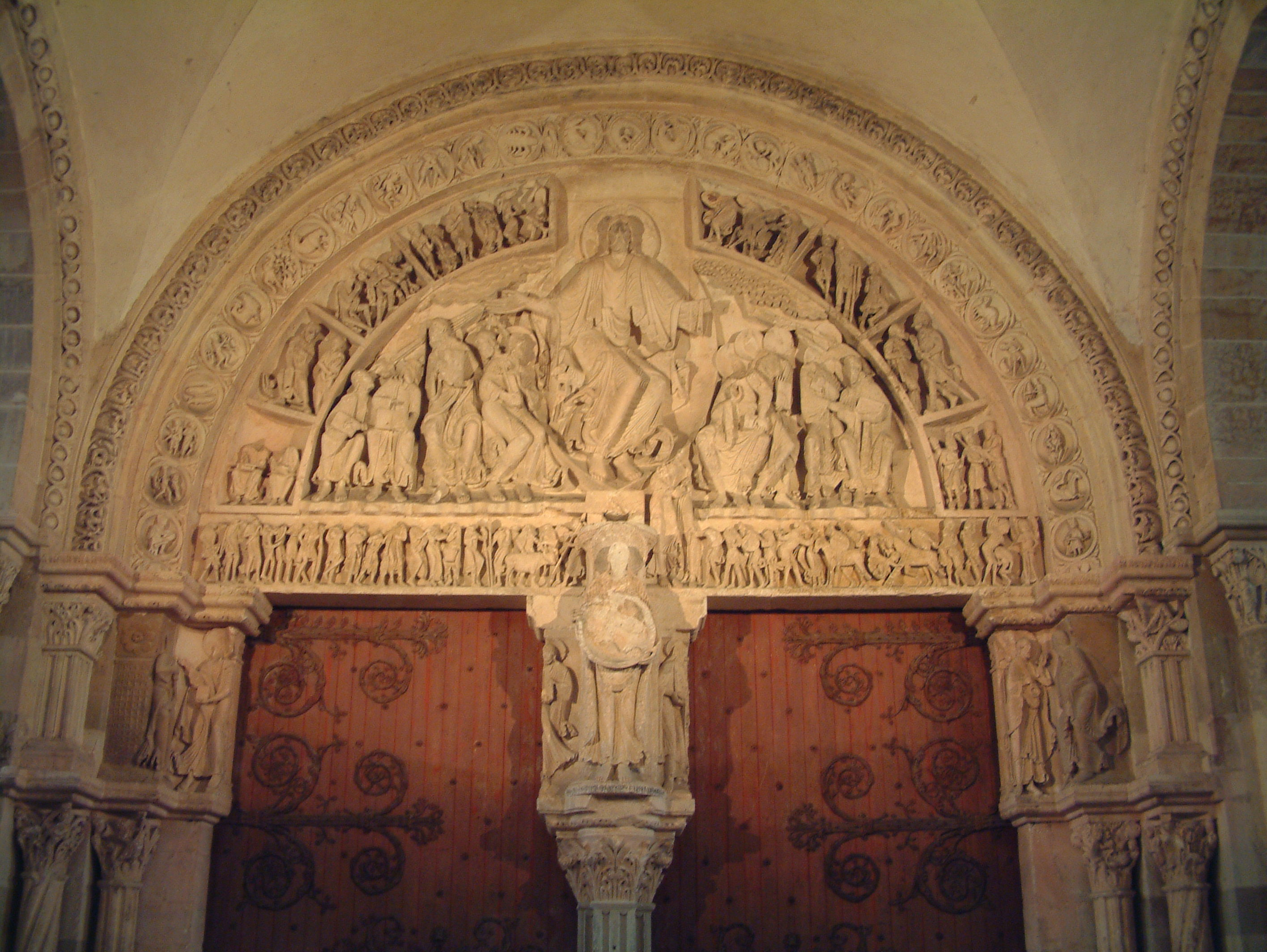
Pforte
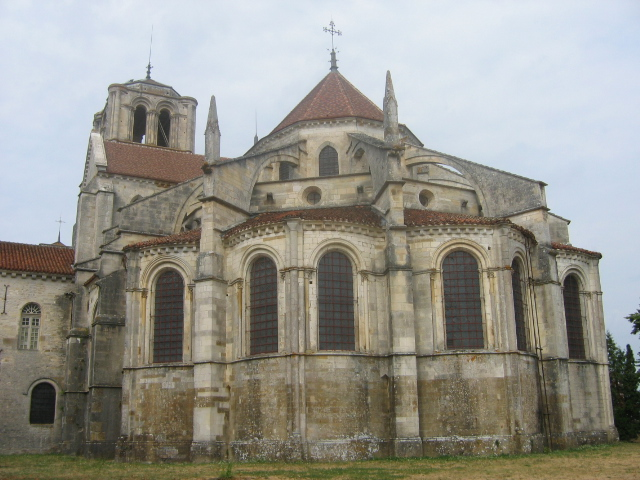
Chorapsis
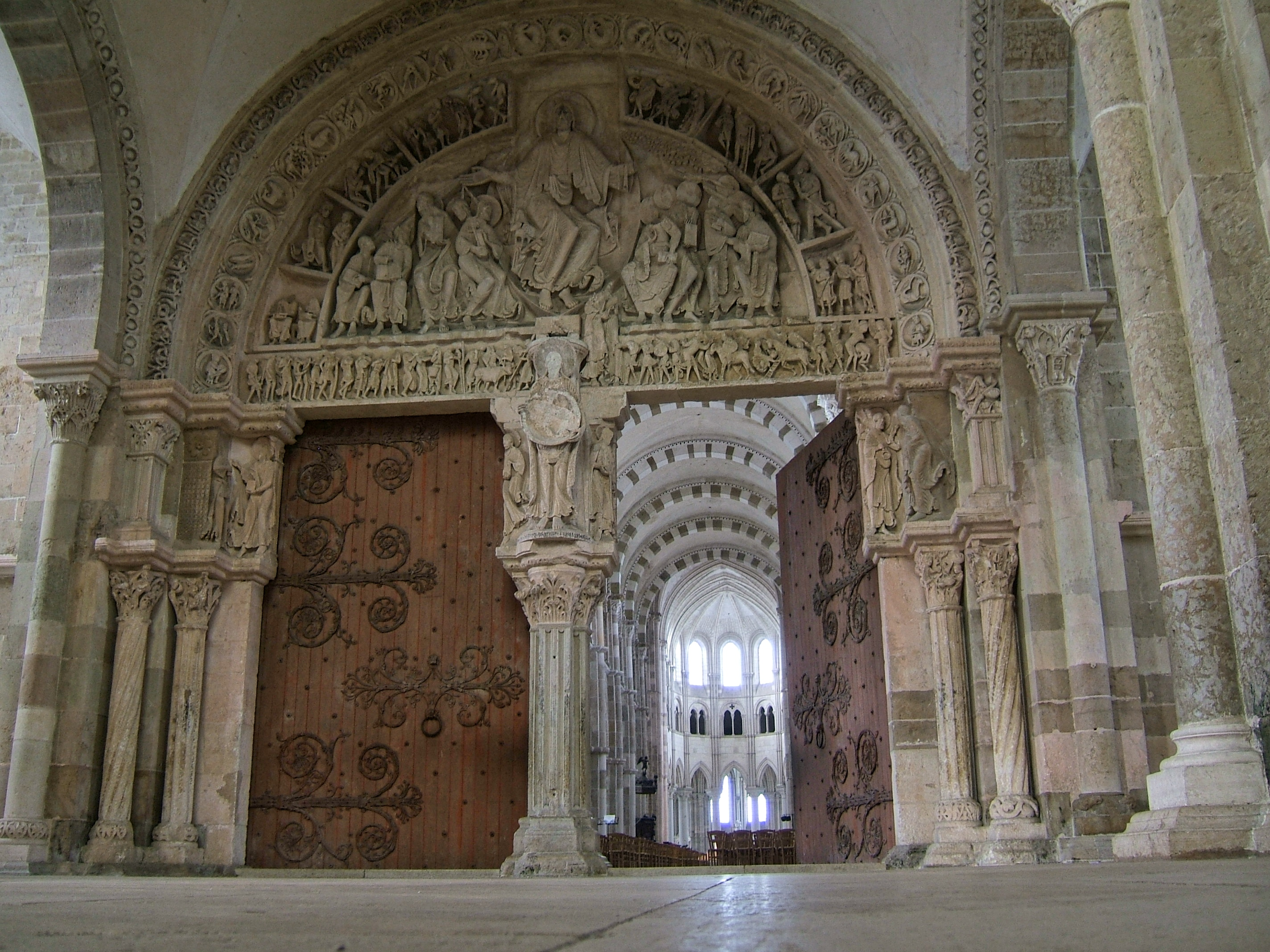
Paradies mit Eingangssituation
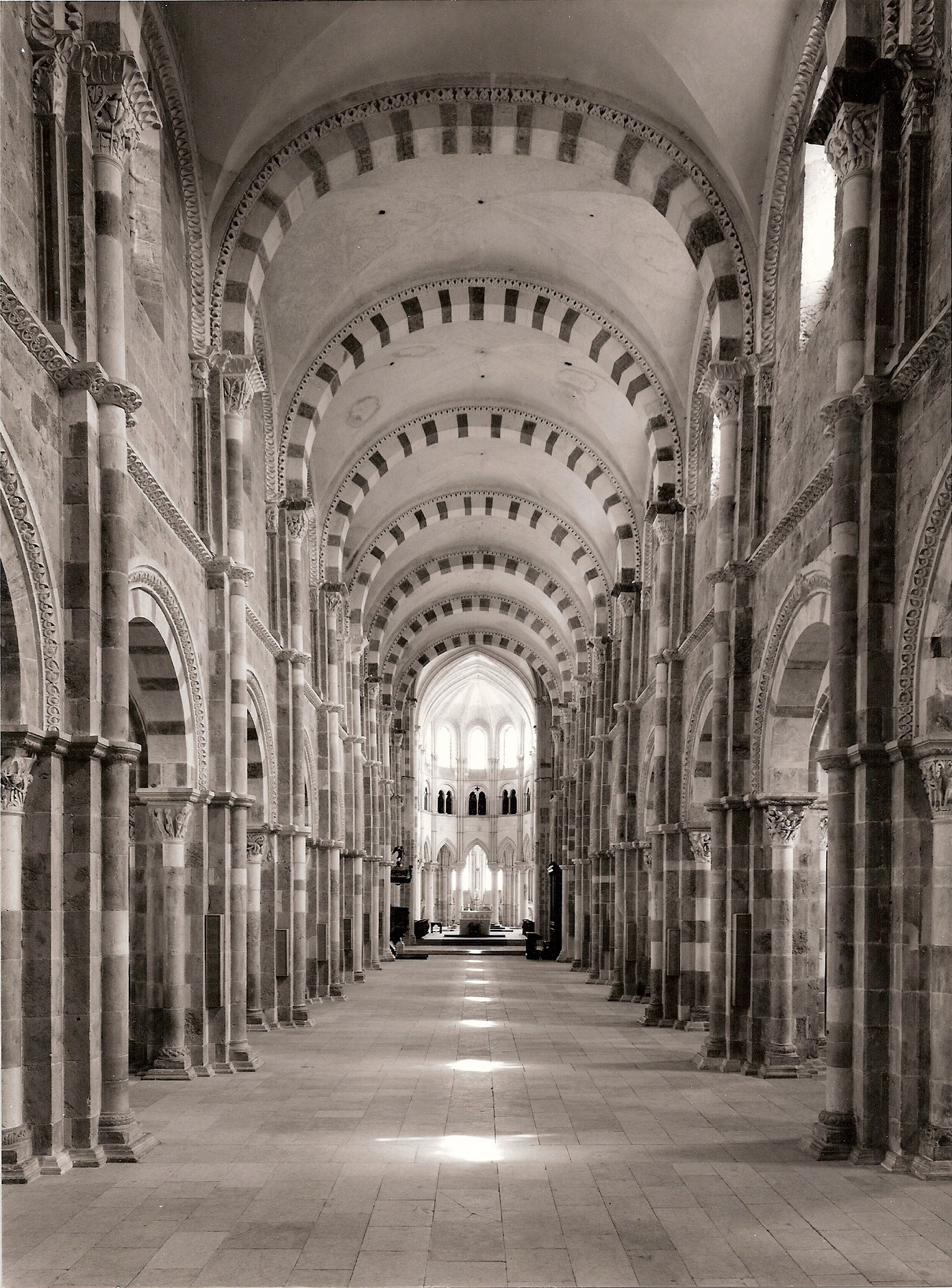
Innenansicht
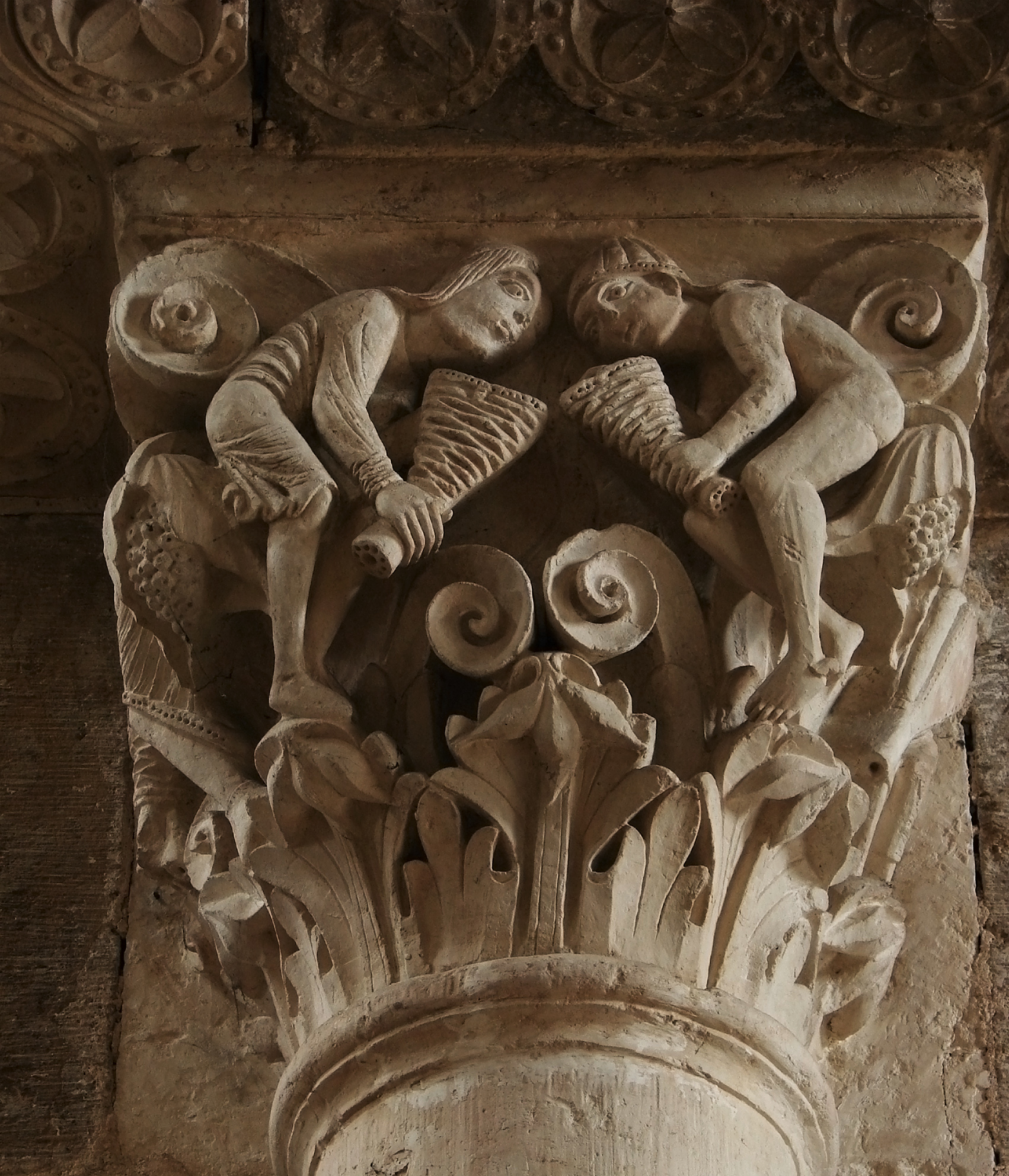
Kapitell am Seitenschiff, 2. Hälfte 12. Jh.
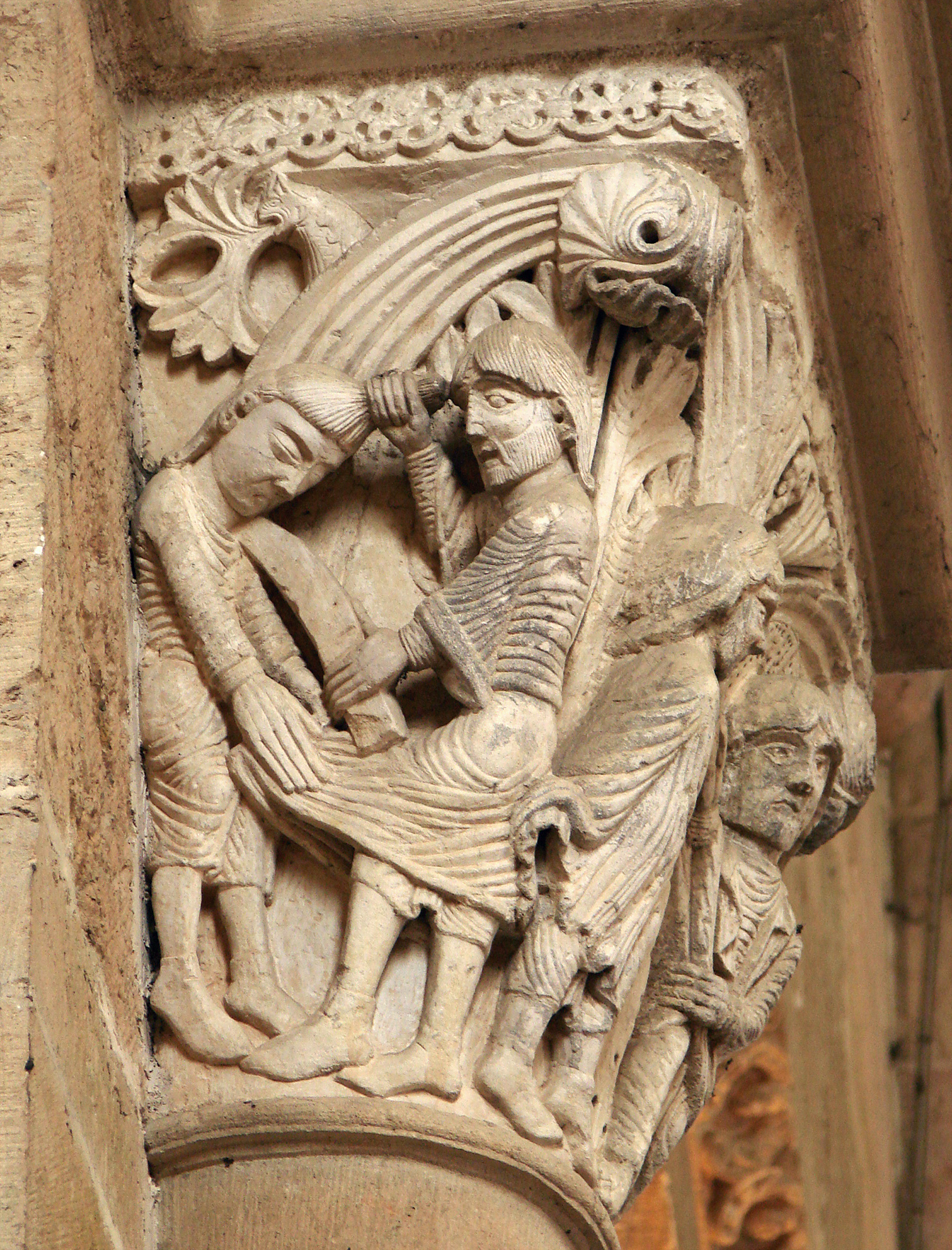
Kapitell am Narthex um 1140

## Eintragung als Weltkulturerbe
Der Stadthügel von Vézelay mit der Abteikirche wurden 1979 aufgrund eines Beschlusses der dritten Sitzung des Welterbekomitees in die Liste des UNESCO-Welterbes eingetragen. In der Sitzung wurden noch vier weitere Stätten aus Frankreich als Welterbe aufgenommen.
Die Welterbestätte umfasst eine Fläche von 183 Hektar und eine Pufferzone von 18.373 Hektar. Sie besteht aus den beiden Teilen „Hügel von Vézelay“ (178 Hektar) und Corbigny (5 Hektar), einem kleinen Weiler südwestlich.
Die Eintragung erfolgte aufgrund der Kriterien (i) und (vi).
(ii): Die Kirche der Heiligen Maria Magdalena von Vézelay ist ein Meisterwerk der Burgundischen Romanik. Das Mittelschiff (1120–1140), das durch seine zweifarbigen Gewölberippen wirkungsvoll unterbrochen wird, ist mit einer Reihe von Kapitellen geschmückt, die in Stil und Themenvielfalt einzigartig sind. Das geschnitzte Portal zwischen dem Kirchenschiff und der Vorhalle, insbesondere das Tympanon der „Mission der Apostel“, macht es zu einem der wichtigsten Denkmäler der westlichen Romanik.
(iv): Im 12. Jahrhundert war der Hügel von Vézelay ein besonderer Ort, an dem die mittelalterliche christliche Spiritualität eine Art Paroxysmus erreichte und zu vielfältigen und einzigartigen Manifestationen führte, die von Gebeten und Chanson de geste bis hin zu den Kreuzzügen reichten.

## Persönlichkeiten
- Théodore de Bèze (1519–1605), Genfer Reformator französischer Herkunft
- Jean-François Foucquet (1665–1741), Jesuit, Bischof, Historiker und Astronom
- Romain Rolland (1866–1944), Autor, Literaturnobelpreisträger 1915